# Rumania en la Copa Mundial de Rugby de 1995
La Selección de rugby de Rumania fue uno de los 16 participantes de la Copa Mundial de Rugby de 1995 que se realizó en Sudáfrica.
Fue la tercera participación de los Robles en la Copa Mundial de Rugby.

## Plantel
| Nombre               | Posición       | Club                         |
| -------------------- | -------------- | ---------------------------- |
| Ionel Negreci        | hooker         | RCJ Farul Constanța          |
| Valere Tufă          | hooker         | CSA Steaua București         |
| Vasile Lucaci        | pilar          | CSM Baia Mare                |
| Gabriel Vlad         | pilar          | RC Grivița                   |
| Leodor Costea        | pilar          | RCJ Farul Constanța          |
| Gheorghe Leonte      | pilar          | CS Vienne Rugby              |
| Constantin Cojocariu | segunda línea  | Aviron Bayonnais             |
| Sandu Ciorăscu       | segunda línea  | FC Auch Gers                 |
| Ovidiu Slușariuc     | segunda línea  | CS Dinamo București          |
| Traian Oroian        | ala            | CSA Steaua București         |
| Alexandru Gealapu    | ala            | CSA Steaua București         |
| Cătălin Drăguceanu   | ala            | CSA Steaua București         |
| Andrei Gurănescu     | ala            | CS Dinamo București          |
| Tiberiu Brînză (c.)  | Número 8       | CS Universitatea Cluj-Napoca |
| Daniel Neaga         | medio scrum    | CS Dinamo București          |
| Vasile Flutur        | medio scrum    | CS Universitatea Cluj-Napoca |
| Ilie Ivanciuc        | medio apertura | CSM Bucovina Suceava         |
| Neculai Nichitean    | medio apertura | CS Universitatea Cluj-Napoca |
| Nicolae Răcean       | centro         | CS Universitatea Cluj-Napoca |
| Romeo Gontineac      | centro         | CS Universitatea Cluj-Napoca |
| Adrian Lungu         | centro         | Castres Olympique            |
| Radu Fugigi          | wing           | CSM Sibiu                    |
| Gheorghe Solomie     | wing           | Universitatea Timișoara      |
| Ionel Rotaru         | wing           | CSA Dinamo București         |
| Lucian Colceriu      | Wing           | CSA Steaua București         |
| Vasile Brici         | zaguero        | RCJ Farul Constanța          |

## Participación

### Grupo A
| Equipo    | Gan. | Emp. | Perd. | A favor | En contra | Puntos |
| --------- | ---- | ---- | ----- | ------- | --------- | ------ |
| Sudáfrica | 3    | 0    | 0     | 68      | 26        | 9      |
| Australia | 2    | 0    | 1     | 87      | 41        | 7      |
| Canadá    | 1    | 0    | 2     | 45      | 50        | 5      |
| Rumania   | 0    | 0    | 3     | 14      | 97        | 3      |
| 26 de mayo de 1995 | Canadá                                                              | 34 – 3 (11-3) | Rumania        | Estadio Boet Erasmus, Puerto Elizabeth,                               |                                                                       |
|                    | Tries: Charron McKenzie Snow Con: Rees (2) Pen: Rees (4) Drop: Rees |               | Pen: Nichitean | Asistencia: 8000 espectadores Árbitro(s): Colin Hawke (Nueva Zelanda) | Asistencia: 8000 espectadores Árbitro(s): Colin Hawke (Nueva Zelanda) |

| 30 de mayo de 1995 | Sudáfrica                                      | 21 – 8 (8-0) | Rumania                        | Estadio Newlands, Ciudad del Cabo,                                  |                                                                     |
|                    | Tries: Richter , Con: Johnson Pen: Johnson (3) |              | Tries: Gurănescu Pen: Ivanciuc | Asistencia: 45.000 espectadores Árbitro(s): Ken McCartney (Escocia) | Asistencia: 45.000 espectadores Árbitro(s): Ken McCartney (Escocia) |

| 3 de junio de 1995 | Australia                                                       | 42 – 3 (14-3) | Rumania       | Estadio Danie Craven, Stellenbosch,                             |                                                                 |
|                    | Tries: Smith Wilson Roff , Foley Burke Con: Burke (2) Eales (4) |               | Pen: Ivanciuc | Asistencia: 15.542 espectadores Árbitro(s): Naoki Saito (Japón) | Asistencia: 15.542 espectadores Árbitro(s): Naoki Saito (Japón) |